# Universiada de 2019
La XXX Universiada de Verano se realizaron en Nápoles (Italia) del 3 al 14 de julio de 2019.

## Elección de la sede
- Bakú (Azerbaiyán)
- Brasilia (Brasil)
- Budapest (Hungría)

En octubre, Bakú y Budapest renunciaron por problemas de diferente naturaleza: la capital azerbaiyana por tener que albergar otros eventos deportivos en el periodo 2015-2017, es decir los Juegos Europeos de 2015, la Olimpiada de Ajedrez de 2016 y los Juegos Islámicos de la Solidaridad de 2017, mientras que Budapest tuvo que renunciar por los costos elevados del evento.
Así fue que, el 9 de noviembre, la FISU asignó la Universiada a Brasilia. Sin embargo, el 23 de noviembre también la capital brasileña tuvo que renunciar debido a problemas financieros
En enero de 2016, Nápoles fue la única ciudad candidata. En el mes de febrero, los inspectores de la FISU visitaron la ciudad italiana durante tres días, para controlar la calidad de las instalaciones deportivas, la eficiencia de la infraestructura y de la red de transporte público y los varios proyectos propuestos. Tras el resultado favorable de la evaluación, el 5 de marzo de 2016 FISU anunció que el anfitrión sería Nápoles.

## Símbolos

### Logotipo
El logotipo consiste en cinco bandas con los colores olímpicos (azul, negro, rojo, amarillo y verde) formando la silueta de un Vesubio estilizado, con la escrita "Napoli 2019 30th Summer Universiade" y cinco estrellas con los colores olímpicos.

### Mascota
La mascota fue ideada por la pintora Melania Acanfora y representa a la sirena Parténope, un símbolo milenario de Nápoles ligado a la leyenda, la historia y la mitología.

## Sedes
Las competiciones tuvieron lugar en diferentes instalaciones deportivas de Nápoles y otras localidades de Campania.
| Sede                                 | Ciudad           | Deporte                                               | Capacidad | Imagen |
| ------------------------------------ | ---------------- | ----------------------------------------------------- | --------- | ------ |
| Circolo del Remo e della Vela Italia | Nápoles          | Vela                                                  | -         | -      |
| Circolo del Tennis di Napoli         | Nápoles          | Tenis                                                 | -         |        |
| PalaUniSa (CUS Salerno)              | Baronissi        | Esgrima                                               | -         | -      |
| Mostra d'Oltremare (pabellón 3)      | Nápoles          | Tiro                                                  | -         |        |
| Mostra d'Oltremare (pabellón 6)      | Nápoles          | Judo                                                  | -         |        |
| Mostra d'Oltremare (piscina)         | Nápoles          | Salto                                                 | -         |        |
| PalaBarbuto                          | Nápoles          | Baloncesto                                            | 4.000     |        |
| PalaCercola                          | Cercola          | Baloncesto                                            | -         | -      |
| PalaCoscioni                         | Nocera Inferiore | Voleibol                                              | -         |        |
| PalaDelMauro                         | Avellino         | Baloncesto                                            | 5.195     |        |
| PalaJacazzi                          | Aversa           | Baloncesto                                            | 2.000     |        |
| PalaSele                             | Eboli            | Voleibol                                              | 8.000     | -      |
| PalaTedeschi                         | Benevento        | Voleibol                                              | -         | -      |
| PalaTrincone                         | Pozzuoli         | Tenis de mesa                                         | -         | -      |
| PalaVesuvio                          | Nápoles          | Gimnasia artística Gimnasia rítmica                   | 3.711     | -      |
| Palazzetto dello Sport               | Ariano Irpino    | Voleibol                                              | 2.000     |        |
| Palazzetto dello Sport               | Casoria          | Taekwondo                                             | -         | -      |
| Palacio Real de Caserta              | Caserta          | Tiro con arco                                         | -         |        |
| Piscina Comunale                     | Casoria          | Waterpolo                                             | -         | -      |
| Piscina Felice Scandone              | Nápoles          | Natación Waterpolo                                    | 4.500     |        |
| Stadio Alberto Pinto                 | Caserta          | Fútbol                                                | 6.817     | -      |
| Stadio Arechi                        | Salerno          | Fútbol                                                | 37.180    |        |
| Stadio Ciro Vigorito                 | Benevento        | Fútbol                                                | 16.867    |        |
| Stadio Comunale                      | Cercola          | Fútbol                                                | -         | -      |
| Stadio ex NATO                       | Nápoles          | Rugby                                                 | -         |        |
| Stadio del Nuoto                     | Caserta          | Waterpolo                                             | -         | -      |
| Stadio Marcello Torre                | Pagani           | Fútbol                                                | 5.093     |        |
| Stadio Partenio-Adriano Lombardi     | Avellino         | Tiro con arco                                         | 12.215    |        |
| Stadio San Francesco d'Assisi        | Nocera Inferiore | Fútbol                                                | 9.080     |        |
| Stadio San Mauro                     | Casoria          | Fútbol                                                | 1.308     | -      |
| Stadio San Paolo                     | Nápoles          | Ceremonia de apertura Ceremonia de clausura Atletismo | 55.000    |        |
| Stadio Simonetta Lamberti            | Cava de' Tirreni | Fútbol                                                | 7.800     |        |
| Tiro a Volo Zaino                    | Durazzano        | Tiro al plato                                         | -         | -      |

## Desarrollo

### Ceremonia de apertura

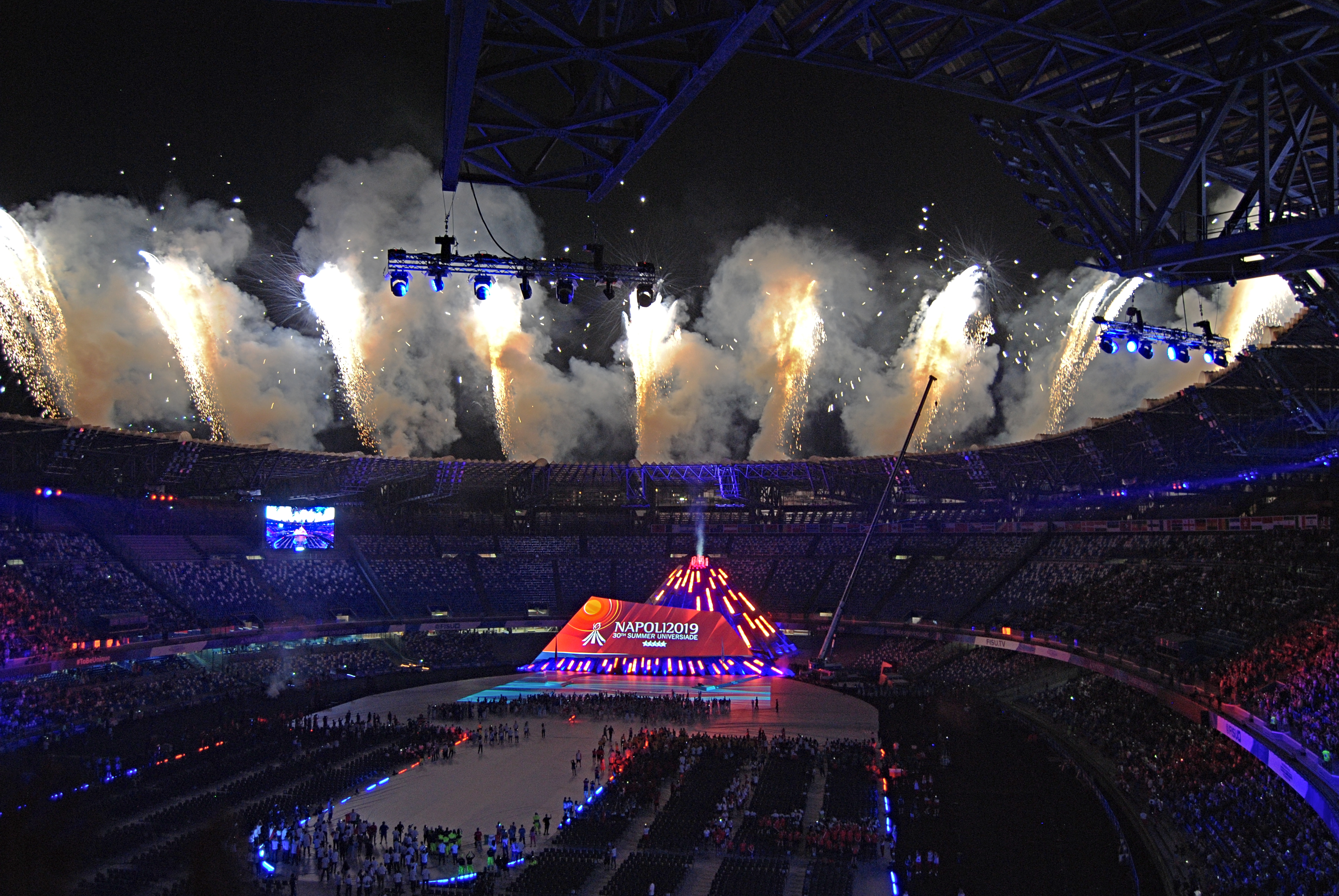
La ceremonia de apertura en el Estadio San Paolo

La ceremonia de apertura se llevó a cabo el 3 de julio en el Estadio San Paolo, bajo la dirección artística de Balich Worldwide Shows, un equipo creativo conocido por realizar las ceremonias de eventos como los Juegos Olímpicos de Turín 2006 y de Río de Janeiro 2016 o la Eurocopa 2012. En la ceremonia se presentaron diversos aspectos de la historia y cultura de Nápoles y hubo la participación de figuras como los cantantes Andrea Bocelli, Malika Ayane, Livio Cori, Marco Anastasio, Andrea D'Alessio, la actriz Iaia Forte o la campeona de esgrima en silla de ruedas Bebe Vio. Un enorme logo de la Universiada, la letra U, simbolizó un abrazo hacia los atletas y, junto al escenario con forma del Vesubio, formó un Golfo de Nápoles estilizado.
El evento empezó con la buceadora Mariafelicia Carraturo en el papel de la sirena Parténope, la legendaria fundadora de la ciudad. El fresco del Nadador de Paestum fue el sujeto de uno de los momentos más espectaculares, representando un punto de encuentro entre el pasado y el presente, el deporte y la cultura. El presidente de la República Italiana Sergio Mattarella se encargó de inaugurar oficialmente la Universiada. Los últimos portadores de antorcha fueron los campeones olímpicos Giuseppe Maddaloni, Diego Occhiuzzi y Carlotta Ferlito. Finalmente, la antorcha quemó una pelota, que el futbolista Lorenzo Insigne pateó simbólicamente para encender el Vesubio de la escenografía.

### Deportes

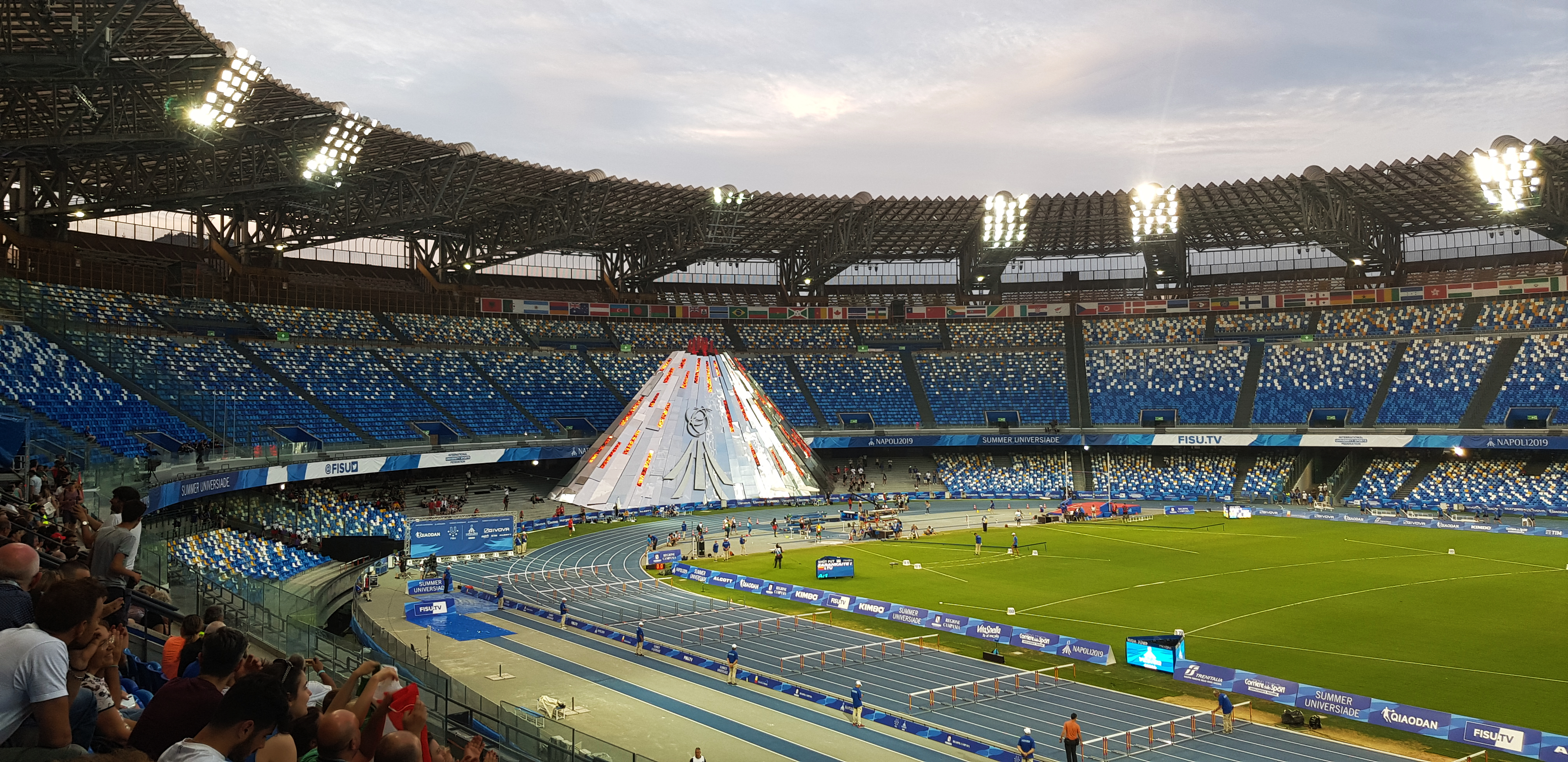
El pebetero de la XXX Universiada.

Las modalidades deportivas que se disputaron en las Universiadas de 2019 fueron:

#### Obligatorias
| - Atletismo (50) - Baloncesto (2) - Esgrima (12) - Fútbol (2) - Gimnasia artística (14) - Gimnasia rítmica (8) - Judo (18) - Natación (42) | - Salto (15) - Taekwondo (23) - Tenis (7) - Tenis de mesa (7) - Tiro con arco (10) - Voleibol (2) - Waterpolo (2) |

#### Facultativas
- Rugby 7 (2)
- Tiro (34)
- Vela (1)

### Clausura
La ceremonia de clausura se llevó a cabo el 14 de agosto en el Estadio San Paolo. Fue presentada por los humoristas The Jackal y contó con la música de Clementino, Mahmood y otros artistas.
La Universiada se concluyó con un intenso espectáculo pirotécnico, como tributo a los valores y a la fuerza de la región de Campania.

## Medallero
País organizador
| #     | País              | Oro | Plata | Bronce | Total |
| ----- | ----------------- | --- | ----- | ------ | ----- |
| 1     | Japón             | 33  | 21    | 28     | 82    |
| 2     | Rusia             | 22  | 24    | 36     | 82    |
| 3     | China             | 22  | 13    | 8      | 43    |
| 4     | Estados Unidos    | 21  | 17    | 15     | 53    |
| 5     | Corea del Sur     | 17  | 17    | 16     | 50    |
| 6     | Italia            | 15  | 13    | 16     | 44    |
| 7     | China Taipéi      | 9   | 13    | 10     | 32    |
| 8     | México            | 8   | 7     | 6      | 21    |
| 9     | Irán              | 7   | 3     | 7      | 17    |
| 10    | Sudáfrica         | 6   | 8     | 4      | 18    |
| 11    | Ucrania           | 6   | 7     | 7      | 20    |
| 12    | Australia         | 6   | 5     | 6      | 17    |
| 13    | Brasil            | 5   | 3     | 9      | 17    |
| 14    | Turquía           | 4   | 5     | 5      | 14    |
| 15    | Polonia           | 4   | 2     | 9      | 15    |
| 16    | Francia           | 3   | 9     | 11     | 23    |
| 17    | Reino Unido       | 3   | 3     | 4      | 10    |
| 18    | Azerbaiyán        | 2   | 3     | 2      | 7     |
| 19    | Uzbekistán        | 2   | 2     | 4      | 8     |
| 20    | República Checa   | 2   | 2     | 3      | 7     |
| 21    | Finlandia         | 2   | 2     | 1      | 5     |
| 22    | Suiza             | 1   | 1     | 2      | 4     |
| 23    | Moldavia          | 2   | 0     | 2      | 4     |
| 24    | Alemania          | 1   | 9     | 8      | 18    |
| 25    | Kazajistán        | 1   | 5     | 1      | 7     |
| 26    | Bielorrusia       | 1   | 3     | 1      | 5     |
| 27    | Austria           | 1   | 2     | 0      | 3     |
| 28    | Canadá            | 1   | 1     | 4      | 6     |
| 29    | Eslovaquia        | 1   | 1     | 2      | 4     |
| 29    | India             | 1   | 1     | 2      | 4     |
| 29    | Lituania          | 1   | 1     | 2      | 4     |
| 32    | Marruecos         | 1   | 1     | 1      | 3     |
| 33    | Tailandia         | 1   | 0     | 4      | 5     |
| 34    | Hungría           | 1   | 0     | 2      | 3     |
| 35    | Armenia           | 1   | 0     | 1      | 2     |
| 35    | Chipre            | 1   | 0     | 1      | 2     |
| 35    | Corea del Norte   | 1   | 0     | 1      | 2     |
| 35    | Estonia           | 1   | 0     | 1      | 2     |
| 35    | Nueva Zelanda     | 1   | 0     | 1      | 2     |
| 40    | Argelia           | 1   | 0     | 0      | 1     |
| 40    | Bulgaria          | 1   | 0     | 0      | 1     |
| 40    | Filipinas         | 1   | 0     | 0      | 1     |
| 40    | Suecia            | 1   | 0     | 0      | 1     |
| 44    | Portugal          | 0   | 2     | 2      | 4     |
| 45    | Egipto            | 0   | 2     | 0      | 2     |
| 46    | Rumania           | 0   | 1     | 3      | 4     |
| 47    | Bélgica           | 0   | 1     | 2      | 3     |
| 47    | Países Bajos      | 0   | 1     | 2      | 3     |
| 49    | Georgia           | 0   | 1     | 1      | 2     |
| 49    | Mongolia          | 0   | 1     | 1      | 2     |
| 49    | Noruega           | 0   | 1     | 1      | 2     |
| 49    | Uganda            | 0   | 1     | 1      | 2     |
| 53    | Argentina         | 0   | 1     | 0      | 1     |
| 53    | Burkina Faso      | 0   | 1     | 0      | 1     |
| 53    | Trinidad y Tobago | 0   | 1     | 0      | 1     |
| 56    | Hong Kong         | 0   | 0     | 2      | 2     |
| 57    | Chile             | 0   | 0     | 1      | 1     |
| 57    | Croacia           | 0   | 0     | 1      | 1     |
| 57    | Dinamarca         | 0   | 0     | 1      | 1     |
| 57    | Eslovenia         | 0   | 0     | 1      | 1     |
| 57    | España            | 0   | 0     | 1      | 1     |
| 57    | Etiopía           | 0   | 0     | 1      | 1     |
| 57    | Indonesia         | 0   | 0     | 1      | 1     |
| 57    | Irlanda           | 0   | 0     | 1      | 1     |
| 57    | Israel            | 0   | 0     | 1      | 1     |
| 57    | Lituania          | 0   | 0     | 1      | 1     |
| 57    | Malasia           | 0   | 0     | 1      | 1     |
| 57    | Singapur          | 0   | 0     | 1      | 1     |
| Total | Total             | 223 | 218   | 269    | 710   |

Fuente: universiade2019napoli.it